# Eastbourne International 2021
Eastbourne International 2021 — тенісний турнір, що проходив на трав'яних кортах у місті Істборн, Велика Британія з 21 до 27 червня. Належав до категорій ATP 250 та WTA 500.

## Фінальна частина

### Чоловіки, одиночний розряд
Алекс де Мінор —  Лоренцо Сонего 4–6, 6–4, 7–6(7–5)

### Жінки, одиночний розряд
Олена Остапенко —  Анетт Контавейт 6–3, 6–3

### Чоловіки, парний розряд
Нікола Мектич /  Мате Павич —  Ражів Рам /  Джо Солсбері 6–4, 6–3

### Жінки, парний розряд
Сюко Аояма /  Ена Сібахара —  Ніколь Меліхар /  Демі Схюрс 6–1, 6–4